# Mi Attrai
«Mi Attrai» (укр. «Мене тяне до тебе») — пісня та сингл італійського співака і кіноактора Адріано Челентано з альбому «La pubblica ottusità» 1987 року.

## Про пісню
Пісня була восьмим треком альбому Адріано Челентано «La pubblica ottusità» 1987 року. Текст пісні містить любовну тему. Авторами пісні були Джанкарло Бігацці і Джузеппе Альбіні. До цього Челентано вже співпрацював з композитором Бігацці, який написав більшість пісень альбому «Uh… uh…» 1982 року, це була їхня остання співпраця. Хоча альбом «La pubblica ottusità» й мав великий успіх та очолив італійський чарт 1987 року, сама пісня не мала успіху й не потрапила у «топ-100» найкращих синглів Італії.

## Сингл
«Mi Attrai» виходила як сингл у 1987 році разом з такими піснями з альбому «La pubblica ottusità», як: «È ancora sabato» (сторона «А»), у Німеччині, під лейблом «Teldec»; й «La Luce Del Sole» (сторона «Б»), в Італії, під лейблом «Clan Celentano». В обох країнах сингл випускався лише на 7-дюймових LP-платівках. На обкладинці синглу Челентано був зображений сидячим у білому капелюсі, рожевій майці й чорних брюках.

### Видання
| Назва                       | Лейбл          | Маркування          | Формат | Країна | Рік       |
| --------------------------- | -------------- | ------------------- | ------ | ------ | --------- |
| E'Ancora Sabato / Mi Attrai | TELDEC         | 6.15008, 6.15008 AC | LP 7"  | 1987   | Німеччина |
| Mi Attrai/La Luce Del Sole  | Clan Celentano | CLN 10786           | LP 7"  | 1987   | Італія    |

## Використання
Пісня не потрапила до числа пам'ятних робіт Челентано, вона не потрапила до чартів, ніколи не виконувалася співаком наживо й не увійшла до жодної його збірки. Відеокліп до неї також не був знятий.

## Трек-лист
Альбом La pubblica ottusità 
| #  | Назва                           | Автор                             | Тривалість |
| -- | ------------------------------- | --------------------------------- | ---------- |
| 1. | «Mi Attrai» (Мене тяне до тебе) | Джанні Альбіні, Джанкарло Бігацці | 3:31       |

Сингл E' Ancora Sabato/Mi Attrai 
Сторона «А»
| #  | Назва                          | Автор                                                  | Тривалість |
| -- | ------------------------------ | ------------------------------------------------------ | ---------- |
| 1. | «E' Ancora Sabato» (Ще субота) | Джорджо Калабрезе, Пінуччіо Піраццолі, Рональд Джексон | 3:58       |

Сторона «Б»
| #  | Назва                           | Автор                             | Тривалість |
| -- | ------------------------------- | --------------------------------- | ---------- |
| 1. | «Mi Attrai» (Мене тяне до тебе) | Джанні Альбіні, Джанкарло Бігацці | 3:31       |

Сингл Mi Attrai/La Luce Del Sole 
Сторона «А»
| #  | Назва                           | Автор                             | Тривалість |
| -- | ------------------------------- | --------------------------------- | ---------- |
| 1. | «Mi Attrai» (Мене тяне до тебе) | Джанні Альбіні, Джанкарло Бігацці | 3:31       |

Сторона «Б»
| #  | Назва                               | Автор                                 | Тривалість |
| -- | ----------------------------------- | ------------------------------------- | ---------- |
| 1. | «La Luce Del Sole» (Сонячне світло) | Пінуччіо Піраццолі, Адріано Челентано | 6:03       |